# Ben Edwards (Kommentator)
Ben Edwards (* 20. Dezember 1965 in Surrey) ist ein britischer Motorsportkommentator. Momentan ist er Formel-1-Kommentator der BBC, wo er Martin Brundle ersetzt hat. Zuvor war er offizieller Worldfeed-Kommentator der BTCC und kommentierte außerdem Rennen der Superleague Formula. Zudem ist er seit 2002 der Sprecher der offiziellen Formel-1-Jahresrückblicke.

## Autorennfahrer
Ben Edwards startete als Rennfahrer und gewann die Formula First-Meisterschaft, des Weiteren wurde er Meister der Caterham Vauxhall Sports Cars-Serie. Außerdem trat Edwards in der Euro Vauxhall Lotus Championship an, wo er u. a. gegen David Coulthard und Mika Häkkinen fuhr.

## Kommentator
Ben Edwards begann seine Kommentatorenkarriere bei Eurosport, wo er zusammen mit dem ehemaligen Rennfahrer John Watson die Formel 1 kommentierte.
Nachdem Eurosport die Rechte für die Formel 1 Ende 1996 verloren hatte, wurde Ben Edwards der offizielle Kommentator der Champ-Car-Serie auf ESPN International und Eurosport. Er arbeitete zusammen mit Jeremy Shaw, was den beiden große Beliebtheit bei den Motorsportfans bescherte. Edwards’ berühmtester Kommentar war wohl jener während der letzten Runde des Champ-Car-Rennens in Michigan 2000, wo Juan Pablo Montoya hauchdünn vor Michael Andretti gewann. Mehrere Sender, darunter Eurosport France, nutzen seinen Kommentar in den Highlights.
Obwohl Edwards bei den Zuschauern sehr beliebt war, kostete es ihn immer mehr Kraft zwischen England und den USA hin und her zu reisen. Daher reduzierte er später sein Engagement in den Vereinigten Staaten.
Im Jahr 2001 wurde Edwards von Guy Hobbs als Champ-Car-Kommentator abgelöst, seine letzten Einsätze als Kommentator waren die Rennen in Japan, Detroit, Mid-Ohio, Deutschland, Houston und Australien, weil Hobbs und Shaw in diesem Zeitraum andere Aufgaben hatten.
Anfang 2002 wechselte Ben Edwards zum englischen TV-Sender ITV und wurde Kommentator der BTCC, was er bis Ende 2011 tat. Edwards sollte auch die Rolle des Formel-1-Kommentators bei ITV übernehmen, nachdem der legendäre Murray Walker zurückgetreten war, jedoch bekam James Allen den Job, der während seiner Zeit als Formel-1-Kommentator von den britischen Zuschauern als „The Cock“ bezeichnet wurde. Seine Unbeliebtheit führte dazu, dass viele Fans seinen Rauswurf zugunsten von Ben Edwards forderten und sogar mehrere Petitionen gegen Allen starteten.
Ben Edwards wurde daraufhin vom englischen Bezahlsender Sky engagiert. Sky bzw. F1 Digital+ übertrug im Jahr 2002 die Formel 1 aus mehreren Perspektiven. Co-Kommentator war sein alter Freund und Kollege John Watson. Das Projekt F1 Digital+ scheiterte in England bereits nach einem Jahr, nachdem Bernie Ecclestone die digitale Übertragung aus „Bakersville“ nach knapp sieben Jahren einstellen ließ.
Ab 2005 arbeiteten Ben Edwards und John Watson wieder zusammen. Beide waren die Worldfeed-Kommentatoren der A1GP-Serie. Fans hatten bis einschließlich 2008 die Möglichkeit, sie bei den A1GP-Übertragungen von Premiere zu hören, denn der Pay-TV-Sender bot neben der deutschen Tonspur auch die englische an. Nach dem Ende der Serie im Jahr 2009 wechselte Edwards zur Superleague Formula, bei der er seither ebenfalls als Kommentator tätig ist.
Seit 2012 ist er Formel-1-Kommentator bei BBC, wo er die Rolle von Martin Brundle übernahm, der zu Sky Sports gewechselt ist.
Ben Edwards wurde in Surrey geboren und wohnt momentan in Norfolk.